# Fobia – St. Dinfna Hotel
Fobia – St. Dinfna Hotel é um jogo eletrônico de survival horror desenvolvido pela Pulsatrix Studios e publicado pela Maximum Games. Foi lançado em 28 de junho de 2022 para Microsoft Windows, PlayStation 4, PlayStation 5, Xbox One e Xbox Series X/S. No jogo, o jogador controla o jornalista Roberto Leite Lopes, que após entrar em uma investigação em uma pequena cidade chamada Treze Trilhas com o plano de alavancar a sua carreira, acaba se envolvendo em um conflito com estranhas criaturas do Hotel Santa Dinfna. O objetivo do jogo é sair em segurança do hotel, ao mesmo tempo que o jogador deve enfrentar inimigos, descobrir pistas para apurar os mistérios da cidade e resolver quebra-cabeças.
A Pulsatrix é uma desenvolvedora independente brasileira formada em 2018. O estúdio se influenciou em franquias de jogos do mesmo gênero para a produção do jogo, como Resident Evil, Fatal Frame e Outlast. Seu desenvolvimento foi auxiliado através de um financiamento coletivo bem-sucedido feito na plataforma Catarse em outubro de 2020, o que fez com que a equipe arrecadasse mais de 89 mil reais, bem como em um auxílio financeiro da Epic Games. Após o seu lançamento, Fobia – St. Dinfna Hotel recebeu avaliações mistas através da crítica, que elogiou os seus aspectos de terror, quebra-cabeças e efeitos sonoros, mas direcionou críticas ao seu sistema de combate e batalhas contra monstros e chefes.

## Jogabilidade

Combates com armas de fogo contra criaturas hostis são apresentados no jogo

Fobia – St. Dinfna Hotel é um jogo eletrônico de survival horror jogado a partir de uma perspectiva em primeira pessoa. A jogabilidade se concentra na exploração de cenários, sobrevivência de criaturas hostis e resolução de quebra-cabeças. No controle do protagonista Roberto Lopes, o jogador pode usar uma lente especial de sua câmera para poder ter conhecimento de diferentes realidades e ajudar na travessia de determinados locais. Durante a exploração, itens como munição e curativos podem ser encontrados em cofres, armários e gavetas que auxiliam na jogabilidade e na progressão da história. Elementos breves de combate com armas de fogo também são apresentados, deixando o título com aspectos de jogos de tiro em primeira pessoa. Quando afetado por algum dano, o jogador pode se curar parcialmente usando uma combinação de gazes com curativo adesivo; quando estes itens são juntados com um álcool, restabelece completamente a saúde do personagem, de forma semelhante às ervas da franquia Resident Evil.
O jogador possui um inventário onde pode armazenar os itens que foram encontrados. Caso os itens estejam abastecendo completamente o inventário, o jogador pode guardá-los em um baú, localizado em múltiplos locais distintos; caso um item seja guardado em um determinado baú, ele também poderá ser retirado em outros. A locomoção do jogador pode ser auxiliada brevemente através de mapas que podem ser checados em determinadas paredes. Fobia possui um sistema de salvamento que pode ser usado manualmente em determinados relógios situados em áreas específicas. O tempo de duração do título varia de oito a doze horas, mas pode chegar a até quarenta dependendo de como o jogador decide jogá-lo. Um modo "Novo Jogo +" pode ser desbloqueado a partir que o jogador finaliza o título pela primeira vez, o que o possibilita jogar com todas as atualizações de armas e itens com os quais ele havia conquistado originalmente.

## Desenvolvimento e lançamento
Fobia – St. Dinfna Hotel foi desenvolvido pela Pulsatrix Studios, uma desenvolvedora de jogos independente, formada em 2018 e localizada no estado de São Paulo, Brasil. O projeto começou entre o final de 2017 e início de 2018, quando Thiago Matheus, um dos desenvolvedores e co-diretor do título, idealizou um trabalho de portfólio para aperfeiçoar os seus conhecimentos como projetista de jogos. Logo após isso, Marco Majer e Fabio Martins se juntaram no desenvolvimento, e conseguiram criar uma versão alfa para o jogo em um período de seis meses. O objetivo inicial de Thiago era criar um título com temática escape room, mas após a entrada de Fabio e Marco, o projeto passou por mudanças durante a produção. A Pulsatrix declarou que bastante foco foi dado "a ambientação imersiva e a sensação de terror", a fim de criar ao jogador "uma tensão e um certo desconforto de que [está] sempre em perigo e algo pode acontecer a qualquer momento, seja durante a exploração dos cenários, seja durante a resolução de um dos muitos puzzles que compõe a gameplay". Em entrevista ao The Enemy, Fabio comentou sobre o objetivo dos desenvolvedores sobre o gênero e temática do jogo:
| “                                                             | A gente caracteriza o jogo como um thriller meio sci fi em primeira pessoa, com alguns toques de survival horror. Um thriller psicológico. A gente tenta sempre passar essa sensação de terror psicológico. Com bastante suspense, bastante exploração de ambientes, puzzles e enigmas, e um pouco de combate também pra não ser tão monótono. | ” |
| — Fabio Martins, em entrevista ao The Enemy em abril de 2021. | |   |

Thiago declarou que o jogo foi inspirado em diversas mídias, como nas franquias de jogos Resident Evil, Fatal Frame e Outlast, que serviram como referência para a jogabilidade; nos filmes Rosemary's Baby (1968) e The Shining (1980) para a criação da história, e na série de televisão Dark para a elaboração dos elementos de suspense da ambientação. Fobia emprega o motor de jogo Unreal Engine 4. O uso deste motor foi incentivado pela Epic Games, que auxiliou financeiramente na produção do título através do programa de bolsas Epic MegaGrant. Sobre o investimento da empresa, Thiago comentou: "Ainda é muito raro jogos desenvolvidos no Brasil receberem bolsas internacionais e isso é parte do que torna a Epic MegaGrant tão especial. A Epic não está apenas apoiando uma ideia, eles avaliaram o Fobia e enxergaram a qualidade do jogo que estamos desenvolvendo". Fabio observou que uma das maiores dificuldades no desenvolvimento do projeto foi na questão financeira, já que os altos custos de tecnologia e profissionais adequados poderiam prejudicar o produto final de alguma forma, bem como os lucros a longo prazo.
Uma demo de Fobia foi divulgada em agosto de 2020. Em outubro desse mesmo ano, a Pulsatrix fez uma campanha de financiamento coletivo na plataforma Catarse a fim de adquirir fundos para o jogo. A campanha foi bem-sucedida, arrecadando mais de 89 mil reais — um número acima da meta estipulada de 50 mil reais. O título também teve auxílio de personalidades do YouTube na sua divulgação, incluindo Alanzoka, BRKsEDU e Davy Jones. A produção do jogo foi concluída em 4 de maio de 2022, com sua data de lançamento sendo revelada em 17 de maio. Fobia – St. Dinfna Hotel foi lançado em 28 de junho de 2022 para Microsoft Windows, PlayStation 4, PlayStation 5, Xbox One e Xbox Series X/S. O título foi publicado pela empresa internacional Maximum Games, que já havia trabalhado anteriormente em títulos como Among Us (2020), Kena: Bridge of Spirits (2021) e na franquia Five Nights at Freddy's.

## Recepção
Fobia – St. Dinfna Hotel recebeu avaliações "mistas ou médias" através da crítica, de acordo com o agregador de resenhas Metacritic, possuindo uma nota média de 73/100 para a sua versão de PlayStation 5, e 71/100 para a sua versão de Windows. Os revisores elogiaram os seus aspectos de terror, quebra-cabeças e efeitos sonoros, mas criticaram o seu sistema de combate e batalhas contra monstros e chefes. No dia de seu lançamento, Fobia se tornou o título mais vendido da plataforma de distribuição digital de jogos eletrônicos Steam em território brasileiro, embora tenha caído para a quarta posição no dia seguinte.

### Prêmios e indicações
| Ano  | Premiação               | Categoria              | Resultado | Ref.   |
| ---- | ----------------------- | ---------------------- | --------- | ------ |
| 2020 | SBGames 2020            | Melhor Visual          | Venceu    | [ 20 ] |
| 2020 | SBGames 2020            | Melhor Jogo            | Indicado  | [ 20 ] |
| 2020 | SBGames 2020            | Melhor Narrativa       | Indicado  | [ 20 ] |
| 2020 | SBGames 2020            | Melhor Áudio           | Indicado  | [ 20 ] |
| 2021 | BIG Festival 2021       | Melhor Jogo: Brasil    | Indicado  | [ 21 ] |
| 2022 | Brazil Game Awards 2022 | Jogo Brasileiro do Ano | Venceu    | [ 22 ] |